# Torre Benidorm
La Torre Benidorm es un edificio localizado en la confluencia de las avenidas de Europa y del Mediterráneo de la ciudad española de Benidorm, Alicante. Fue construida entre 1971 y 1975 según el proyecto del arquitecto J. Guardiola Gaya.
Esta torre se eleva sobre una planta baja de locales comerciales que forma una plataforma horizontal. Es uno de los edificios más emblemáticos de Benidorm.